# 붉은물소
붉은물소(학명: Syncerus caffer nanus)는 아프리카물소의 아종으로 중앙아프리카에 주로 서식하는 물소의 일종이다. 털빛은 주황색이며, 몸무게가 400kg~800kg 내외로 아프리카물소보다 작은 편이다.